# Васкеллари, Марио
Марио Васкеллари (итал. Mario Vascellari; 8 сентября 1951, Кальяри — 22 мая 2021, Кальяри) — итальянский баскетболист, атакующий защитник.

## Биография
Марио Васкеллари родился 8 сентября 1951 года в итальянском городе Кальяри.
Играл в баскетбол на позиции атакующего защитника. Всю карьеру провёл в командах Сардинии, выступавших в Серии А1 и Серии А2: «Брилле» из Кальяри (1969—1976), «Либертас Ористанезе» (1976—1978), «Олимпии» из Кальяри (1978—1981) и «Эсперии» из Кальяри (1981—1984).
Пресса называла его легендой сардинского баскетбола: Васкеллари был одним из ведущих игроков Бриллы — первой команды, представлявшей остров в элитном эшелоне чемпионата Италии.
Продолжал карьеру на более низком уровне до 49 лет. В 2000 году провёл последний матч в Серии C2 вместе со своими сыновьями.
Умер 22 мая 2021 года в Кальяри после продолжительной болезни.